# 외역전
외역전(外役田)은 고려 시대와 조선 시대에 향리에게 직역의 대가로 주던 수조지이다. 직역의 대가였기 때문에 일명 직전(職田)으로도 불렸다. 역을 세습함에 따라 토지 세습도 가능하였다. 

## 개설
외역전(外役田)은 고려 때 향리에게 주는 토지로서, 일명 직전(職田)이다. 향리들에게 향역(鄕役)의 대가로 지급한 토지로, 주로 지방 호족 중 중앙 귀족이 되지 못하고 지방에 남아 지방 행정을 담당한 자들에게 지급된 듯하다. 새로운 토지를 사여(賜與)한 것도 있겠지만 토지 개혁 과정에서 주로 이미 소유하고 있던 토지의 수조권(收租權)을 인정해 준 것이며, 향역이 세습된 것과 마찬가지로 토지도 세습되었다. 향리 외역전은 특히 ‘전정(田丁)’이라고도 하는데, 이는 직역(職役)을 매개로 하여 지급된 토지를 말한다.
1445년(세종 27년)에 향리의 지위를 약화시키기 위해 폐지됐으며, 외역전이 폐지된 후 향리에게 직역에 대한 대가가 전혀 주어지지 않았다.

## 같이 보기
- 향리
- 직전
- 고려의 토지제도
- 조선의 토지제도